# Sam Magri
Samuel John Magri (Portsmouth, 30 maart 1994) is een Maltees voetballer die sinds 2015 onder contract staat bij Dover Athletic.

## Clubcarrière
Sam Magri genoot zijn opleiding bij de club uit zijn geboortestad: Portsmouth FC. Vanaf het seizoen 2011/12 is hij deel uit gaan maken van het eerste elftal. Hij maakte zijn debuut in het League Cupduel tegen Plymouth Argyle op 14 augustus 2012.  Enkele weken later maakte hij de overstap naar het gerenommeerde Queens Park Rangers. In maart 2014 werd hij uitgeleend aan Nuneaton Town. Voor die club speelde hij vier wedstrijden. Toen hij terugkeerde in Londen kreeg hij te horen dat zijn contract niet werd verlengd. Hij stond vervolgens een jaar lang onder contract bij Crystal Palace FC en tekende in 2015 een contract bij Dover Athletic

## Internationale carrière
Sam Magri vertegenwoordigde veel nationale jeugdteams van Engeland. In juni 2011 maakte hij bekend in The Times of Malta dat hij overwoog om uit te komen voor het Maltees voetbalelftal, Magri's grootvader is immers afkomstig van het eiland. Hij maakte zijn debuut voor dat elftal op 11 november 2016 in de wedstrijd tegen Slovenië.